# Yū Tokisaki
Yū Tokisaki (japanisch 時崎 悠 Tokisaki Yū; * 15. Juni 1979 in der Präfektur Fukushima) ist ein ehemaliger japanischer Fußballspieler.

## Karriere
Tokisaki erlernte das Fußballspielen in der Schulmannschaft der Sakushin Gakuin High School. Seinen ersten Vertrag unterschrieb er 1998 bei den Bellmare Hiratsuka (heute: Shonan Bellmare). Der Verein spielte in der höchsten Liga des Landes, der J1 League. Am Ende der Saison 1999 stieg der Verein in die J2 League ab. Für den Verein absolvierte er 85 Spiele. 2005 wechselte er zum Ligakonkurrenten Mito HollyHock. Für den Verein absolvierte er 32 Spiele. Danach spielte er bei den Fukushima United FC. Ende 2011 beendete er seine Karriere als Fußballspieler.